# Paecilomyces burci
Paecilomyces burci är en svampart som först beskrevs av Pollacci, och fick sitt nu gällande namn av Thom 1930. Paecilomyces burci ingår i släktet Paecilomyces och familjen Trichocomaceae.   Inga underarter finns listade i Catalogue of Life.